# 歌島村
歌島村（うたじまむら）は、大阪府西成郡にあった村。現在の大阪市西淀川区東部および淀川区加島にあたる。

## 地理
- 神崎川、淀川

## 歴史
村名は加島の別表記である歌島より。

### 沿革
- 1889年（明治22年）4月1日 - 町村制施行により、西成郡加島村、御幣島村、野里村が合併して歌島村が発足。大字加島に村役場を設置。
- 1925年（大正14年）4月1日 - 大阪市に編入され、西淀川区加島町、御幣島町、野里町となる。
- 1943年（昭和18年）4月1日 - 区の境界変更により、加島町の東部（東海道本線以東）が東淀川区に転属。
- 1944年（昭和19年） - 西淀川区竹島町、御幣島東、御幣島中、御幣島西、野里東、野里西の新町名が起立。
- 1949年（昭和24年） - 西淀川区姫里町の新町名が起立。
- 1974年（昭和49年）7月22日 - 分区により、東淀川区から淀川区に転属。

## 交通

### 鉄道路線
現在は旧村域にJR東西線の加島駅、御幣島駅が所在するが、当時は未開業。

### 道路
現在は旧村域を阪神高速11号池田線が通過するが、当時は未開通。